# Bitwy/Taktyka
Bitwy/Taktyka – numerowana seria publikacji naukowych i popularnonaukowych wydawnictwa Inforteditions, zawierająca monografie kampanii wojennych i bitew. Wydawana od 2004 roku.

## Numery w serii
1. Przemysław Gawron: Bitwa pod Talavera de la Reyna 27–28 lipca 1809. Zabrze: 2004. ISBN 83-89513-01-3. Brak numerów stron w książce
2. Konrad Bobiatyński: Od Smoleńska do Wilna. Wojna Rzeczypospolitej z Moskwą 1654-1655. Zabrze: 2004. ISBN 83-89943-00-X. Brak numerów stron w książce
3. Krzysztof Kossarzecki: Kampania roku 1660 na Litwie. Zabrze: 2004. ISBN 83-89943-01-8. Brak numerów stron w książce
4. Maciej Milczanowski: Podboje Aleksandra Wielkiego 336–323 p.n.e. Zabrze: 2005. ISBN 83-89943-02-6. Brak numerów stron w książce
5. Tomasz Rogacki: Bitwa pod Austerlitz 2 grudnia 1805. Zabrze: 2006. ISBN 83-89943-04-2. Brak numerów stron w książce
6. Witold Biernacki: Powstanie Chmielnickiego. Działania wojenne na Litwie w latach 1648–1649. Zabrze: 2006. ISBN 83-89943-06-9. Brak numerów stron w książce
7. Jacek Płosiński: Potop szwedzki na Podlasiu 1655-1657. Zabrze: 2006. ISBN 83-89943-07-7. Brak numerów stron w książce
8. Tomasz Szeląg: Bitwa pod Adrianopolem 9 sierpnia 378. Zabrze: 2006. ISBN 83-89943-09-3. Brak numerów stron w książce
9. Marcin Baranowski: Bitwa pod Kaliszem 13 lutego 1813. Zabrze: 2006. ISBN 83-89943-13-1. Brak numerów stron w książce
10. Stanisław Herbst: Wojna inflancka 1600-1602. Zabrze: 2006. ISBN 83-89943-14-X. Brak numerów stron w książce Wyd. oryg. 1938.
11. Michał Sikorski: Wyprawa Sobieskiego na czambuły tatarskie 1672. Zabrze: 2009. ISBN 978-83-89943-16-3. Brak numerów stron w książce
12. Marcin Gawęda: Powstanie kozackie 1637. Zabrze: 2007. ISBN 978-83-89943-17-0. Brak numerów stron w książce
13. Piotr Tafiłowski: Wojny włoskie 1494-1559. Zabrze: 2007. ISBN 978-83-89943-18-7. Brak numerów stron w książce
14. Andrzej Przepiórka: Od Staroduba do Moskwy. Działania wojsk Dymitra II Samozwańca w latach 1607–1608. Zabrze: 2007. ISBN 978-83-8994-3-20-0. Brak numerów stron w książce
15. Tomasz Szeląg: Kampanie galijskie Juliana Apostaty. Argentoratum 357. Zabrze: 2007. ISBN 978-83-89943-21-7. Brak numerów stron w książce
16. Dariusz Milewski: Wyprawa na Suczawę 1653. Zabrze: 2007. ISBN 978-83-89943-22-4. Brak numerów stron w książce
17. Tomasz Ciesielski: Od Batohu do Żwańca. Wojna na Ukrainie, Podolu i o Mołdawię 1652–1653. Zabrze: 2007. ISBN 978-83-89943-23-1. Brak numerów stron w książce
18. Maciej Maciejowski: Wojna jugurtyńska 111–105 p.n.e. Zabrze: 2008. ISBN 978-83-89943-24-8. Brak numerów stron w książce
19. Grzegorz Lach: Sztuka wojenna starożytnej Grecji. Od zakończenia wojen perskich do wojny korynckiej. Zabrze: 2008. ISBN 978-83-89-94325-5. Brak numerów stron w książce
20. Witold Biernacki: Wojna trzydziestoletnia (1). Powstanie czeskie i wojna o Palatynat 1618-1623. Zabrze: 2008. ISBN 978-83-89943-26-2. Brak numerów stron w książce
21. Tadeusz M. Klupczyński: Armia brytyjska w latach 1793–1809. Zabrze: 2008. ISBN 978-83-89943-27-9. Brak numerów stron w książce
22. Tomasz Rogacki: Ekspedycja egipska 1798-1801. Zabrze: 2008. ISBN 978-83-89943-31-6. Brak numerów stron w książce
23. Jerzy Ciecieląg: Powstanie Bar Kochby 132-135 po Chr. Zabrze: 2008. ISBN 978-83-89943-32-3. Brak numerów stron w książce
24. Marek Wagner: Wojna polsko-turecka w latach 1672–1676 tom 1. Zabrze: 2009. ISBN 978-83-89943-34-7. Brak numerów stron w książce
25. Krzysztof Marcinek: Passchendaele. Kampania we Flandrii 1917. Zabrze: 2009. ISBN 978-83-89943-36-1. Brak numerów stron w książce
26. Rafał Małowiecki: Kampania w Hiszpanii 1811-1812. Zabrze: 2009. ISBN 978-83-89943-41-5. Brak numerów stron w książce
27. Paweł Rochala: Powstanie Spartakusa 73–71 p.n.e. Zabrze: 2009. ISBN 978-83-89943-42-2. Brak numerów stron w książce
28. Marek Wagner: Wojna polsko-turecka w latach 1672–1676 tom 2. Zabrze: 2009. ISBN 978-83-89943-44-6. Brak numerów stron w książce
29. Witold Biernacki: Wojna trzydziestoletnia (2). Powstanie czeskie i wojna o Palatynat 1618-1623. Zabrze: 2010. ISBN 978-83-89943-46-0. Brak numerów stron w książce
30. Krzysztof Kubiak: Wojna graniczna w Angoli 1975-1989. Zabrze: 2010. ISBN 978-83-89943-51-4. Brak numerów stron w książce
31. Albert Borowiak: Powstanie kozackie 1638. Zabrze: 2010. ISBN 978-83-89943-53-8. Brak numerów stron w książce
32. Marian Małecki: Rogi Hittinu 1187. Z dziejów obecności krzyżowców w Lewancie. Polityka-wojna-prawo-obyczaje. Zabrze: 2010. ISBN 978-83-89943-58-3. Brak numerów stron w książce
33. Peter From: Klęska pod Połtawą. Kampania Karola XII w Rosji w latach 1707–1709. Zabrze: 2010. ISBN 978-83-89943-59-0. Brak numerów stron w książce
34. Mateusz Byra: Powstanie w Judei 66-74 n.e. Zabrze: 2011. ISBN 978-83-89943-62-0. Brak numerów stron w książce
35. Marek Plewczyński: Wojny i wojskowość polska w XVI wieku. Lata 1500–1548. T. 1. Zabrze: 2011. ISBN 978-83-89943-64-4. Brak numerów stron w książce
36. Szymon Nowak: Przyczółek Czerniakowski 1944. Zabrze: 2011. ISBN 978-83-89943-65-1. Brak numerów stron w książce
37. Sławomir Skowronek: Guttstadt i Heilsberg. Działania wojenne w rejonie Dobrego Miasta i Lidzbarka Warmińskiego 4–12 czerwca 1807. Zabrze: 2011. ISBN 978-83-89943-71-2. Brak numerów stron w książce
38. Paweł Borawski: Wojna rosyjsko-perska 1826-1828. Zabrze – Tarnowskie Góry: 2011. ISBN 978-83-89943-74-3. Brak numerów stron w książce
39. Marcin Markowicz: Najazd Rakoczego na Polskę 1657. Zabrze – Tarnowskie Góry: 2011. ISBN 978-83-89943-75-0. Brak numerów stron w książce
40. Tomasz Rogacki: Japońsko-rosyjska wojna morska 1904-1905. Zabrze – Tarnowskie Góry: 2011. ISBN 978-83-89943-78-1. Brak numerów stron w książce
41. Mariusz Mróz: Sedan 12–15 maja 1940. Zabrze – Tarnowskie Góry: 2011. ISBN 978-83-89943-79-8. Brak numerów stron w książce
42. Marek Plewczyński: Wojny i wojskowość polska w XVI wieku. Lata 1548–1575. T. 2. Zabrze – Tarnowskie Góry: 2012. ISBN 978-83-89943-82-8. Brak numerów stron w książce
43. Witold Biernacki: Wojna beocka 379–371 p.n.e. Koniec hegemonii Sparty. Zabrze – Tarnowskie Góry: 2012. ISBN 978-83-89943-83-5. Brak numerów stron w książce
44. Grzegorz Lach: Wojny diadochów. Zabrze – Tarnowskie Góry: 2012. ISBN 978-83-89943-84-2. Brak numerów stron w książce
45. Przemysław Benken: Wojna zuluska 1879. Zabrze – Tarnowskie Góry: 2012. ISBN 978-83-89943-88-0. Brak numerów stron w książce
46. Edward Rymar: Wojny i spory pomorsko-brandenburskie w XV-XVI wieku. Zabrze – Tarnowskie Góry: 2012. ISBN 978-83-89943-89-7. Brak numerów stron w książce
47. Michał Norbert Faszcza: Rzymskie inwazje na Brytanię 55–54 p.n.e. Zabrze – Tarnowskie Góry: 2012. ISBN 978-83-89943-90-3. Brak numerów stron w książce
48. Oskar Sjöström: Bitwa pod Wschową 1706. A potem pole bitwy zabarwiło się na czerwono. Zabrze – Tarnowskie Góry: 2012. ISBN 978-83-89943-97-2. Brak numerów stron w książce
49. Jarosław Dobrzelewski: Wojna o Gran Chaco 1932–1935. Zabrze – Tarnowskie Góry: 2012. ISBN 978-83-64023-00-2. Brak numerów stron w książce
50. Wacław Lipiński: Wojna smoleńska 1632–1634. Zabrze – Tarnowskie Góry: 2012. ISBN 978-83-64023-01-9. Brak numerów stron w książce
51. Jarosław Jastrzębski: Bitwa na Morzu Koralowym 2-8 V 1942. Zabrze – Tarnowskie Góry: 2012. ISBN 978-83-64023-02-6. Brak numerów stron w książce
52. Damian Płowy: Od Konstantynowa do Piławiec. Działania wojenne na ziemiach ukrainnych od czerwca do września 1648 roku. Zabrze – Tarnowskie Góry: 2012. ISBN 978-83-64023-03-3. Brak numerów stron w książce
53. Witold Biernacki: Kampania flandryjska księcia Maurycego Orańskiego. Nieuwpoort 1600. Zabrze – Tarnowskie Góry: 2013. ISBN 978-83-64023-05-7. Brak numerów stron w książce
54. Marcin Suchacki: Od Custozzy do Loigny 1866-70. Z dziejów wojen o zjednoczenie Niemiec i Włoch. Zabrze – Tarnowskie Góry: 2013. ISBN 978-83-64023-06-4. Brak numerów stron w książce
55. Andrzej Dubicki: Wojny dackie 101-106 n.e. Zabrze – Tarnowskie Góry: 2013. ISBN 978-83-64023-09-5. Brak numerów stron w książce
56. Marek Plewczyński: Wojny i wojskowość polska w XVI wieku. Lata 1576–1599. T. 3. Zabrze – Tarnowskie Góry: 2013. ISBN 978-83-64023-10-1. Brak numerów stron w książce
57. Mariusz Rychter: „Las Śmierci”. Działania w Wilderness 5–6 maja 1864. Zabrze – Tarnowskie Góry: 2013. ISBN 978-83-64023-14-9. Brak numerów stron w książce
58. Michał Norbert Faszcza: Rzymskie zmagania o Hiszpanię Dalszą 49–54 p.n.e. Zabrze – Tarnowskie Góry: 2013. ISBN 978-83-64023-16-3. Brak numerów stron w książce
59. Krzysztof Marcinek: Izera i Ypres. Kampania we Flandrii 1914. Zabrze: 2013. ISBN 978-83-64023-17-0. Brak numerów stron w książce
60. Krzysztof Kubiak: Wojna o niepodległość Izraela 1947-1949. Zabrze – Tarnowskie Góry: 2013. ISBN 978-83-64023-19-4. Brak numerów stron w książce
61. Łukasz Schreiber: Sulla 138–78 p.n.e. Zabrze – Tarnowskie Góry: Inforteditions, 2013. ISBN 978-83-64023-21-7. Brak numerów stron w książce
62. Marcin Gawęda: Od Beresteczka do Cudnowa. Działalność wojskowa Jerzego Sebastiana Lubomirskiego w latach 1651–1660. Zabrze – Tarnowskie Góry: Inforteditions, 2013. ISBN 978-83-64023-29-3. Brak numerów stron w książce
63. Jarosław Dobrzelewski: Wojna iracko-irańska 1980–1988. Zabrze – Tarnowskie Góry: Inforteditions, 2014. ISBN 978-83-64023-33-0. Brak numerów stron w książce
64. Marcin Suchacki: Od Cedar Run do Sharpsburga 1862. Z dziejów walk w Wirginii i Marylandzie. Zabrze – Tarnowskie Góry: Inforteditions, 2014. ISBN 978-83-64023-35-4. Brak numerów stron w książce
65. Maciej Maciejak: Bitwa pod Szczekocinami 6 czerwca 1794. Zabrze – Tarnowskie Góry: Inforteditions, 2014. ISBN 978-83-64023-38-5. Brak numerów stron w książce
66. Anna Pastorek: Holenderska flota wojenna 1639-1667. Organizacja i znaczenie. Zabrze – Tarnowskie Góry: Inforteditions, 2014. ISBN 978-83-64023-39-2. Brak numerów stron w książce
67. Łukasz Pabich: Bitwa pod Koniecpolem 21 listopada 1708. Zabrze – Tarnowskie Góry: Inforteditions, 2014. ISBN 978-83-64023-40-8. Brak numerów stron w książce
68. Paweł Szymon Skworoda: Wojny w XVII-wiecznej Europie. Zarys problematyki. Zabrze – Tarnowskie Góry: Inforteditions, 2014. ISBN 978-83-64023-41-5. Brak numerów stron w książce
69. Janusz Lizut: Pustynna Burza. Pierwsza wojna nad Zatoką Perską 1991. Zabrze – Tarnowskie Góry: Inforteditions, 2014. ISBN 978-83-64023-47-7. Brak numerów stron w książce
70. Witold Biernacki: Łojów 31 lipca 1649. Działania wojenne na Litwie w latach 1648–1649. Zabrze – Tarnowskie Góry: Inforteditions, 2014. ISBN 978-83-64023-50-7. Brak numerów stron w książce
71. Krzysztof Mroczkowski: Płynny Ołów. Izraelska operacja wojskowa w strefie Gazy 2008–2009. Zabrze – Tarnowskie Góry: Inforteditions, 2014. ISBN 978-83-64023-52-1. Brak numerów stron w książce
72. Roman Kochnowski: Niemieckie działania krążownicze w latach 1939–1942. Zabrze – Tarnowskie Góry: Inforteditions, 2015. ISBN 978-83-64023-56-9. Brak numerów stron w książce
73. Witold J. Chrzanowski: Wojna Pyrrusa z Rzymem i Kartaginą 280–275 p.n.e. Mity, źródła i numizmatyka. Zabrze – Tarnowskie Góry: Inforteditions, 2015. ISBN 978-83-64023-59-0. Brak numerów stron w książce
74. Margus Laidre: Bitwa pod Narwą 1700. Początek upadku szwedzkiego mocarstwa. Zabrze – Tarnowskie Góry: Inforteditions, 2015. ISBN 978-83-64023-61-3. Brak numerów stron w książce
75. Tomasz Rogacki: I wojna polska 1806-1807. Tom I: Od manewru pułtuskiego do kampanii zimowej w Prusach Wschodnich. Zabrze – Tarnowskie Góry: Inforteditions, 2015. ISBN 978-83-64023-63-7. Brak numerów stron w książce
76. Grzegorz Szymborski: Wyprawa Fryderyka Augusta I do Inflant 1700–1701 w świetle wojny domowej na Litwie. Zabrze – Tarnowskie Góry: Inforteditions, 2015. ISBN 978-83-64023-64-4. Brak numerów stron w książce
77. Piotr Borawski: Ziemska służba wojskowa Tatarów Wielkiego Księstwa Litewskiego w XV–XVII wieku. Zabrze – Tarnowskie Góry: Inforteditions, 2015. ISBN 978-83-64023-65-1. Brak numerów stron w książce
78. Łukasz Stach: Zmarnowany potencjał. Japońska flota podwodna w okresie walk na Pacyfiku 1941-1945. Zabrze – Tarnowskie Góry: Inforteditions, 2015. ISBN 978-83-64023-69-9. Brak numerów stron w książce
79. Krzysztof Kubiak, Łukasz Mamert Nadolski: Wojna sześciodniowa 1967. Zabrze – Tarnowskie Góry: Inforteditions, 2015. ISBN 978-83-64023-70-5. Brak numerów stron w książce
80. Jarosław Jastrzębski: Wojna na Pacyfiku. Faza przewagi japońskiej 7 XII 1941 – 6 VI 1942. Zabrze – Tarnowskie Góry: Inforteditions, 2015. ISBN 978-83-64023-71-2. Brak numerów stron w książce
81. Marcin Suchacki: Od Magenty do Meksyku 1859–1867. Z wojennych dziejów Austrii. Zabrze – Tarnowskie Góry: Inforteditions, 2015. ISBN 978-83-64023-76-7. Brak numerów stron w książce
82. Konrad Rzepecki: Kampania białocerkiewska 1651. Zabrze – Tarnowskie Góry: Inforteditions, 2016. ISBN 978-83-64023-77-4. Brak numerów stron w książce
83. Zdzisław Pieńkos: Wyprawa Janusza Radziwiłła na Kijów w 1651 roku. Zabrze – Tarnowskie Góry: Inforteditions, 2016. ISBN 978-83-64023-79-8. Brak numerów stron w książce
84. Andrzej Olejko: „Wilk” i „Wilczek”. Historia najsłynniejszego korsarskiego rejsu Wielkiej Wojny. Zabrze – Tarnowskie Góry: Inforteditions, 2016. ISBN 978-83-64023-81-1. Brak numerów stron w książce
85. Jarosław Dobrzelewski: Wojna Paragwaju z Potrójnym Przymierzem 1864–1870. Zabrze – Tarnowskie Góry: Inforteditions, 2016. ISBN 978-83-64023-84-2. Brak numerów stron w książce
86. Łukasz Bazentkiewicz: Kampanie Lucjusza Licyniusza Lukullusa na Wschodzie 74–66 p.n.e. Zabrze – Tarnowskie Góry: Inforteditions, 2017. ISBN 978-83-64023-87-3. Brak numerów stron w książce
87. Rafał T. Czarniecki: Wojna Małego Żółwia 1786–1795. Masakra w lasach Ohio. Zabrze – Tarnowskie Góry: Inforteditions, 2017. ISBN 978-83-64023-89-7. Brak numerów stron w książce
88. Krzysztof Kubiak, Łukasz Mamert Nadolski: Ogień na pustyni. Konflikt izraelsko-arabski w latach 1967–1973. Zabrze – Tarnowskie Góry: Inforteditions, 2017. ISBN 978-83-64023-91-0. Brak numerów stron w książce
89. Witold Biernacki: Heiligerlee 1568. Dzień, w którym narodził się naród. Zabrze – Tarnowskie Góry: Inforteditions, 2017. ISBN 978-83-64023-92-7. Brak numerów stron w książce
90. Tomasz Rogacki: I wojna polska 1806-1807. Tom II: Od leży zimowych w Prusach Wschodnich do Tylży. Zabrze – Tarnowskie Góry: Inforteditions, 2017. ISBN 978-83-64023-93-4. Brak numerów stron w książce
91. Jakub Polit: Wojny chińskich warlordów 1916–1928. Zabrze – Tarnowskie Góry: Inforteditions, 2017. ISBN 978-83-64023-94-1. Brak numerów stron w książce
92. Jarema Słowiak: Khe Sanh 1968. Amerykańskie i wietnamskie poszukiwania rozstrzygającej bitwy. Zabrze – Tarnowskie Góry: Inforteditions, 2017. ISBN 978-83-64023-95-8. Brak numerów stron w książce
93. Maciej Milczanowski: Taktyka, strategia i przywództwo Aleksandra Wielkiego. Zabrze – Tarnowskie Góry: Inforteditions, 2017. ISBN 978-83-64023-96-5. Brak numerów stron w książce
94. Ryszard Przybyliński: Ród książąt Glińskich. Bunt Michała Glińskiego. Czasy, ludzie i miejsca, tom I. Zabrze – Tarnowskie Góry: Inforteditions, 2017. ISBN 978-83-64023-98-9. Brak numerów stron w książce
95. Ryszard Przybyliński: Ród książąt Glińskich. Bunt Michała Glińskiego. Czasy, ludzie i miejsca, tom II. Zabrze – Tarnowskie Góry: Inforteditions, 2017. ISBN 978-83-64023-99-6. Brak numerów stron w książce
96. Andrzej Witkowicz: Kara Mustafa nad Dnieprem. Geneza, przebieg i skutki wojny czehryńskiej 1678 r. Zabrze – Tarnowskie Góry: Inforteditions, 2017. ISBN 978-83-65982-04-9. Brak numerów stron w książce
97. Marcin Bazdyło: Łubnie – Konstantynów 1648. Działalność wojskowa i polityczna Jeremiego Wiśniowieckiego w początkowym okresie powstania Chmielnickiego. Zabrze – Tarnowskie Góry: Inforteditions, 2017. ISBN 978-83-65982-05-6. Brak numerów stron w książce
98. Marek Pięta: Od I Dymitriady do rozejmu w Dywilinie. Z dziejów wojen polsko-moskiewskich w pierwszej połowie XVII wieku. Zabrze – Tarnowskie Góry: Inforteditions, 2018. ISBN 978-83-65982-06-3. Brak numerów stron w książce
99. Daniel Damian Kasprzycki: Arabska Wiosna. Libia 2011, Syria 2011–2014. Zabrze – Tarnowskie Góry: Inforteditions, 2018. ISBN 978-83-65982-08-7. Brak numerów stron w książce
100. Tomasz Rogacki: Austerlitz 2 grudnia 1805. Największe zwycięstwo Napoleona. Zabrze – Tarnowskie Góry: Inforteditions, 2018. ISBN 978-83-65982-10-0. Brak numerów stron w książce
101. Zdzisław Pieńkos: Kampania ukraińska 1651 roku. Od Krasnego do Białej Cerkwi. Zabrze – Tarnowskie Góry: Inforteditions, 2018. ISBN 978-83-65982-12-4. Brak numerów stron w książce
102. Maciej Maciejak: Anatomia konfliktu rosyjsko-czeczeńskiego. Grozny 1994/1995, 1999/2000. Zabrze – Tarnowskie Góry: Inforteditions, 2018. ISBN 978-83-65982-19-3. Brak numerów stron w książce
103. Andrzej Graczkowski: O reformie wojskowej Mariusza. Narodziny i rozwój armii zawodowej w starożytnym Rzymie (II-I w. p.n.e.). Zabrze – Tarnowskie Góry: Inforteditions, 2019. ISBN 978-83-65982-28-5. Brak numerów stron w książce
104. Rafał T. Czarniecki: Wojna „króla Filipa” 1675-1676. Zabrze – Tarnowskie Góry: Inforteditions, 2019. ISBN 978-83-65982-29-2. Brak numerów stron w książce
105. Miron Kosowski: Od Błonia do Terespola. Działania dywizji generała Karola Sierakowskiego w insurekcji kościuszkowskiej 1794. Zabrze – Tarnowskie Góry: Inforteditions, 2019. ISBN 978-83-65982-30-8. Brak numerów stron w książce
106. Tomasz Rogacki: Bitwa nad rzeką Moskwą. Zabrze – Tarnowskie Góry: Inforteditions, 2019. ISBN 978-83-65982-31-5. Brak numerów stron w książce
107. Eugen Gorb, Jurij Ryabucha: Lwów – Jezierna. Kampania kozacko-moskiewska roku 1655. Zabrze – Tarnowskie Góry: Inforteditions, 2019. ISBN 978-83-65982-3-84. Brak numerów stron w książce
108. Jarosław Dobrzelewski: Zarys wybranych konfliktów zbrojnych w Afryce w drugiej połowie XX w. Zabrze – Tarnowskie Góry: Inforteditions, 2019. ISBN 978-83-65982-42-1. Brak numerów stron w książce
109. Witalij Pienskoj: Szkice z historii wojny inflanckiej z lat 1558–1561. Pogląd strony rosyjskiej. Zabrze – Tarnowskie Góry: Inforteditions, 2020. ISBN 978-83-65982-44-5. Brak numerów stron w książce
110. Piotr Borawski, Tomasz Borawski: Wojna w Abchazji 1992-1993. Konflikt gruzińsko-abchaski. Geneza – dzieje – epilog. Zabrze – Tarnowskie Góry: Inforteditions, 2020. ISBN 978-83-65982-52-0. Brak numerów stron w książce
111. Marcin Ochman: Polski korpus inżynierów wojskowych w latach 1807–1831. Zabrze – Tarnowskie Góry: Inforteditions, 2020. ISBN 978-83-65982-55-1. Brak numerów stron w książce
112. Łukasz Kowalewski: Wojna o Kuwejt 1990–1991. Przyczyny, przebieg oraz konsekwencje cz. 1. Zabrze – Tarnowskie Góry: Inforteditions, 2020. ISBN 978-83-65982-62-9. Brak numerów stron w książce
113. Grzegorz Szymborski: Działania zbrojne w Rzeczypospolitej podczas interwencji rosyjskiej 1764 roku. Zabrze – Tarnowskie Góry: Inforteditions, 2020. ISBN 978-83-65982-63-6. Brak numerów stron w książce
114. Piotr Derdej: Brześć Litewski 1939. Zabrze – Tarnowskie Góry: Inforteditions, 2020. ISBN 978-83-65982-69-8. Brak numerów stron w książce
115. Marek Wagner: Stanisław Jabłonowski (1634–1702). Polityk i dowódca. Tom I. Zabrze – Tarnowskie Góry: Inforteditions, 2020. ISBN 978-83-65982-73-5. Brak numerów stron w książce
116. Marek Wagner: Stanisław Jabłonowski (1634–1702). Polityk i dowódca. Tom II. Zabrze – Tarnowskie Góry: Inforteditions, 2020. ISBN 978-83-65982-74-2. Brak numerów stron w książce
117. Łukasz Kowalewski: Wojna o Kuwejt 1990–1991. Przyczyny, przebieg oraz konsekwencje cz. 2. Zabrze – Tarnowskie Góry: Inforteditions, 2020. ISBN 978-83-65982-80-3. Brak numerów stron w książce
118. Andrzej Olejko: Gapa z zielonym wieńcem. Pierwsza wojna polskich skrzydeł 1918–1919, czyli z szachownicą przeciwko tryzubowi. Zabrze – Tarnowskie Góry: Inforteditions, 2021. ISBN 978-83-65982-81-0. Brak numerów stron w książce
119. Daniel Baron: Talvisota 1939–1940. Działania powietrzne podczas wojny sowiecko-fińskiej. Zabrze – Tarnowskie Góry: Inforteditions, 2021. ISBN 978-83-65982-87-2. Brak numerów stron w książce
120. Amet-chan A. Szejchumierow: Armia Chanatu Krymskiego. Organizacja i taktyka (XV–XVIII w.). Zabrze – Tarnowskie Góry: Inforteditions, 2021. ISBN 978-83-65982-88-9. Brak numerów stron w książce
121. Jakub Juszyński: Adrianopol 14 kwietnia 1205. Wielka bitwa Połowców z zachodem. Zabrze – Tarnowskie Góry: Inforteditions, 2021. ISBN 978-83-65982-96-4. Brak numerów stron w książce
122. Hubert A. Nowak: Dzieje 9. pułku piechoty Księstwa Warszawskiego z lat 1807–1813 we wspomnieniach jego żołnierzy. Zabrze – Tarnowskie Góry: Inforteditions, 2021. ISBN 978-83-65982-99-5. Brak numerów stron w książce
123. Piotr Rapiński: Skrzydlate gronostaje. Lwowskie eskadry myśliwskie w czasie pokoju i wojny. Zabrze – Tarnowskie Góry: Inforteditions, 2021. ISBN 978-83-67111-01-0. Brak numerów stron w książce
124. Eugen Gorb: Belgrad – Oczaków. Konfrontacja Imperium Osmańskiego z koalicją rosyjsko-austriacką w 1788 roku. Zabrze – Tarnowskie Góry: Inforteditions, 2021. ISBN 978-83-67111-06-5. Brak numerów stron w książce
125. Hubert Seńczyszyn: Generał dywizji Bronisław Prugar-Ketling: Biografia wojskowa. Zabrze – Tarnowskie Góry: Inforteditions, 2021. ISBN 978-83-67111-08-9. Brak numerów stron w książce
126. Daniel Gazda: Chartum 1884–1885. Zabrze – Tarnowskie Góry: Inforteditions, 2021. ISBN 978-83-67111-09-6. Brak numerów stron w książce
127. Marcin Ochman: Bitwa trzech rzek. Caporetto 1917. Zabrze – Tarnowskie Góry: Inforteditions, 2021. ISBN 978-83-67111-10-2. Brak numerów stron w książce
128. Andrzej Witkowicz: Bułat i koncerz. Poprawki do obrazu wielkich bitew polsko-tureckich (1620–1683). Tom I. Zabrze – Tarnowskie Góry: Inforteditions, 2021. ISBN 978-83-67111-12-6. Brak numerów stron w książce
129. Andrzej Witkowicz: Bułat i koncerz. Poprawki do obrazu wielkich bitew polsko-tureckich (1620–1683). Tom II. Zabrze – Tarnowskie Góry: Inforteditions, 2021. ISBN 978-83-67111-13-3. Brak numerów stron w książce
130. Maciej Maciejak: Zdradzona armia. Kampania koronna 1792 roku. Zabrze – Tarnowskie Góry: Inforteditions, 2022. ISBN 978-83-67111-21-8. Brak numerów stron w książce
131. Krzysztof Marcinek: „Wyścig” do Baku. Działania wojenne na Zakaukaziu w 1918 r. Zabrze – Tarnowskie Góry: Inforteditions, 2022. ISBN 978-83-67111-23-2. Brak numerów stron w książce